# Отто Ціліакс
Отто Ціліакс (нім. Otto Ciliax; 30 жовтня 1891, Нойдітендорф — 12 грудня 1964, Любек) — німецький військово-морський діяч, адмірал крігсмаріне. Кавалер Лицарського хреста Залізного хреста.

## Біографія
Учасник Першої світової війни. Після демобілізації армії залишений на флоті.
З 22 вересня 1936 по 30 жовтня 1938 року — командир кишенькового лінкора «Адмірал Шеер». В цей же час був тимчасовим командувачем німецькими військово-морськими силами в Іспанії. З 22 березня по 26 червня 1938 року в якості командира «Адмірала Шеера» брав участь у блокаді постачання республіканців під час громадянської війни в Іспанії. З 1 листопада 1938 року перебував у розпорядженні штабу головнокомандувача лінійними силами. З 7 січня по 28 вересня 1939 року — командир новітнього лінійного крейсера «Шарнгорст» (участі в бойових діях крейсер у цей період не брав).
У вересні 1939 року очолив штаб командування групи військово-морських сил «Захід». З червня 1941 по травень 1942 року здійснював командування діями лінкорів. У лютому 1942 року успішно провів операцію «Цербер» по передислокації з Бреста в порти Німеччини трьох великих бойових кораблів — крейсерів «Шарнгорст», «Гнейзенау» і «Принц Ойген». На початку березня 1942 року керував операцією «Sportpalast», метою якої був перехоплення групою кораблів у складі лінкора «Тірпіц» і трьох есмінців арктичних конвоїв PQ 12 і QP 8 у Північному Льодовитому океані (через погану погоду конвої виявити не вдалося і кораблі повернулися на базу, потопивши одне випадкове судно). З 26 червня 1942 року по березень 1943 року інспектував торпедні катери. 4 березня 1943 року у званні адмірала призначений головнокомандувачем військово-морськими силами в Норвегії. Обіймав цю посаду до 25 лютого 1945 року, коли був узятий в полон союзниками.
Після звільнення 24 лютого 1946 року проживав у ФРН. 5 липня 1949 Отто Ціліакс з групою колишніх німецьких офіцерів на запрошення норвезької розвідки таємно прибув до Норвегії для консультацій з питання захисту країни від можливої військової загрози з боку СРСР.

## Звання
- Морський кадет (1 квітня 1910)
- Фенріх-цур-зее (15 квітня 1911)
- Лейтенант-цур-зее (27 вересня 1913)
- Обер-лейтенант-цур-зее (22 березня 1916)
- Капітан-лейтенант (29 червня 1920)
- Корветтен-капітан (1 жовтня 1928)
- Фрегаттен-капітан (1 жовтня 1933)
- Капітан-цур-зее (1 липня 1935)
- Контр-адмірал (1 листопад 1939)
- Віце-адмірал (1 червня 1941)
- Адмірал (1 лютого 1943)

## Нагороди
- Залізний хрест
  - 2-го класу (13 червня 1916)
  - 1-го класу (3 листопада 1916)
- Орден дому Саксен-Ернестіне, лицарський хрест 2-го класу з мечами
- Хрест «За військові заслуги» (Австро-Угорщина) 3-го класу з військовою відзнакою (25 березня 1917)
- Нагрудний знак підводника (1918)

- Почесний хрест ветерана війни з мечами (20 жовтня 1934)
- Медаль «За вислугу років у Вермахті» 4-го, 3-го, 2-го і 1-го класу (25 років; 2 жовтня 1936) — отримав 4 медалі одночасно.
- Орден Медауйя, великий командорський хрест (Іспанське Марокко; 5 березня 1938)
- Орден Заслуг (Угорщина), командорський хрест (20 серпня 1938)
- Срібна відзнака Німецького закордонного інституту (1939)
- Медаль «За Іспанську кампанію» (Іспанія)
- Іспанський хрест в золоті з мечами (6 червня 1939)
- Орден військових заслуг (Іспанія) 3-го класу
  - білий хрест (21 серпня 1939)
  - білий хрест з жовтими смугами (21 серпня 1939)

- Застібка до Залізного хреста
  - 2-го класу (січень 1940)
  - 1-го класу (квітень 1940)
- Нагрудний знак флоту (1941)
- Орден Корони Італії, командорський хрест (11 березня 1941)
- Німецький хрест в золоті (20 листопада 1941)
- Відзначений у Вермахтберіхт (13 лютого 1942)
- Лицарський хрест Залізного хреста (21 березня 1942)